# Бавыкина, Анастасия Альбертовна
Анастасия Альбертовна Бавыкина (6 июля 1992, Москва) — российская волейболистка, доигровщица, мастер спорта международного класса.

## Спортивная биография
Анастасия Бавыкина начинала заниматься волейболом с 11 лет в московской СДЮСШОР № 73 «Виктория» у тренера Марии Николаевны Калинчевой. Выступала за сборные команды резерва всех возрастов. В 2009 году была капитаном юниорской сборной, занявшей 9-е место на чемпионате Европы в Роттердаме и ставшей серебряным призёром X Европейского юношеского олимпийского фестиваля в Тампере. В составе молодёжной сборной в 2010—2011 годах играла в финальных турнирах чемпионата Европы в Сербии и чемпионата мира в Перу.
В ноябре 2010 года Анастасия Бавыкина провела первые матчи за «Заречье-Одинцово» в Суперлиге чемпионата России и Лиге чемпионов, во второй половине сезона-2010/11 возвращалась в московский «Луч» — базовую команду молодёжной сборной России, в которой она начинала свою карьеру. С каждым годом молодая доигровщица получала в «Заречье» всё больше игровой практики и в сезоне-2013/14 вышла на ведущие роли: все 23 матча чемпионата России она начинала в стартовом составе и, набрав в них 332 очка, стала второй по результативности в подмосковной команде после диагональной Натальи Малых и девятой среди всех игроков российского первенства. В том же сезоне в составе «Заречья» Анастасия завоевала Кубок вызова.
Весной 2014 года была приглашена Юрием Маричевым в сборную России. В её составе в начале международного сезона выиграла бронзу на «Монтрё Волей Мастерс» и серебро на Кубке Бориса Ельцина. Первый официальный матч за сборную провела 3 августа в Анкаре в рамках Гран-при против команды Турции. Всего на этом турнире, завершившемся для россиянок завоеванием бронзовых медалей, Бавыкина сыграла в 9 матчах и набрала 14 очков.
В июне 2015 года перешла из «Заречья-Одинцово» в московское «Динамо», подписав со столичным клубом контракт на два сезона. В составе второй сборной России Анастасия в том же году выступала на «Монтрё Волей Мастерс» и Европейских играх в Баку, а со студенческой командой завоевала золотую медаль на Универсиаде в Кванджу.
В октябре 2015 года Анастасия Бавыкина в составе столичного «Динамо» выиграла крупный предсезонный турнир — Кубок Победы и была признана самым ценным игроком финального этапа. В сезонах-2015/16 и 2016/17 становилась чемпионкой России.
В июле 2017 года пополнила состав саратовского «Протона», с которым в наступившем сезоне завоевала бронзовую медаль Кубка России, а в чемпионате страны заняла седьмую строчку в списке самых результативных игроков. В июне 2018 года перешла в «Динамо-Казань», с 2019 года вновь выступала за саратовский «Протон».
В 2021 году подписала контракт с «Тулицей», в сезоне-2023/24 защищала цвета казахстанского «Куаныша» из Петропавловска, а в следующем — красноярского «Енисея». В 2025 году перешла в американский «Коламбус Фьюри» из столицы штата Огайо, выступающий в лиге MLV.

## Достижения

### Со сборными
- Бронзовый призёр Гран-при (2014).
- Серебряный призёр Кубка Ельцина (2014).
- Бронзовый призёр «Монтрё Волей Мастерс» (2014).
- Чемпионка Универсиады (2015).

### В клубной карьере
- Чемпионка России (2015/16, 2016/17).
- Серебряный (2016) и бронзовый (2015, 2017, 2018) призёр Кубка России.
- Обладательница Кубка вызова (2013/14).
- Бронзовый призёр чемпионата Казахстана (2023/24).
- Обладательница Кубка Казахстана (2023).

## Личная жизнь
В 2015 году Анастасия Бавыкина окончила Российский государственный университет физической культуры, спорта, молодёжи и туризма. В 2018 году вышла замуж за тренера-статистика саратовского «Протона» Дмитрия Журавлёва.